# Irene Ramos Mencia
Irene del Carmen Ramos Mencia (* 28. Januar 2005) ist eine spanische Volleyballspielerin.

## Karriere
Ramos Mencia begann ihre Karriere bei CV Majadahonda. 2020 ging sie zu CAEP Soria. Sie kam im spanischen Nachwuchs der U17 und U19 zum Einsatz. In der Saison 2022/23 war die Zuspielerin bei CV Alcobendas aktiv. Anschließend wechselte sie zum deutschen Verein Rote Raben Vilsbiburg. Dort spielte sie 2023/24 mit der zweiten Mannschaft in der Zweiten Liga Süd und 2024/25 mit der ersten Mannschaft in der Zweiten Liga Pro. 2025 wurde Ramos Mencia vom Erstligisten VfB 91 Suhl verpflichtet.